# Krúshovitsa (Pleven)
Krúshovitsa (búlgaro: Кру̀шовица) es un pueblo de Bulgaria perteneciente al municipio de Dolni Dabnik de la provincia de Pleven.
Se ubica sobre la carretera 305 a orillas del río Vit, unos 5 km al sur de la capital municipal Dolni Dabnik.

## Demografía
En 2011 tenía 1451 habitantes, de los cuales el 71,39% eran étnicamente búlgaros y el 12,06% turcos.
En anteriores censos su población ha sido la siguiente:
| Gráfica de evolución demográfica de Krúshovitsa entre 1934 y 2011 |
|                                                                   |